# Bahnstrecke Motta Sant’Anastasia–Regalbuto
| ALn 668 in Carcaci im Jahre 1975 |                      |                               |                          |
| |                      |                               |                          |
| Streckenlänge: | 52,7 km              |                               |                          |
| Spurweite: | 1435 mm (Normalspur) |                               |                          |
| Maximale Neigung: | 29 ‰                 |                               |                          |
| |                      |                               |                          |
| \| \| \| von Catania \| \| \| \| 0,0 \| Motta Sant’Antastasia \| 31 m \| \| \| \| nach Caltanissetta Xirbi \| \| \| \| 4,0 \| Ritornella \| 61 m \| \| \| 9,1 \| Agnelleria \| 134 m \| \| \| 14,6 \| Paternò-S. Marco \| 166 m \| \| \| 17,4 \| Schettino-S. Maria di Licodia \| 181 m \| \| \| 25,1 \| Manderano-Centuripe \| Manderano-Centuripe \| \| \| 31,9 \| Carcaci \| 244 m \| \| \| 36,9 \| Leto \| 260 m \| \| \| 44,3 \| Sparacollo \| 267 m \| \| \| 52,7 \| Regalbuto \| 422 m \| |                      |                               |                          |
| Strecke |                      | von Catania                   | von Catania              |
| Bahnhof | 0,0                  | Motta Sant’Antastasia         | 31 m                     |
| Abzweig ehemals geradeaus und nach links |                      | nach Caltanissetta Xirbi      | nach Caltanissetta Xirbi |
| Bahnhof (Strecke außer Betrieb) | 4,0                  | Ritornella                    | 61 m                     |
| Bahnhof (Strecke außer Betrieb) | 9,1                  | Agnelleria                    | 134 m                    |
| Bahnhof (Strecke außer Betrieb) | 14,6                 | Paternò-S. Marco              | 166 m                    |
| Bahnhof (Strecke außer Betrieb) | 17,4                 | Schettino-S. Maria di Licodia | 181 m                    |
| Bahnhof (Strecke außer Betrieb) | 25,1                 | Manderano-Centuripe           | Manderano-Centuripe      |
| Bahnhof (Strecke außer Betrieb) | 31,9                 | Carcaci                       | 244 m                    |
| Bahnhof (Strecke außer Betrieb) | 36,9                 | Leto                          | 260 m                    |
| Bahnhof (Strecke außer Betrieb) | 44,3                 | Sparacollo                    | 267 m                    |
| Kopfbahnhof Streckenende (Strecke außer Betrieb) | 52,7                 | Regalbuto                     | 422 m                    |

Die Bahnstrecke Motta Sant’Antastasia–Regalbuto war eine eingleisige Bahnstrecke in Sizilien. Die Strecke führte von Motta Sant’Antastasia an der Bahnstrecke Catania–Palermo über 52,7 km nach Regalbuto. Die Strecke wurde zwischen 1934 und 1952 eröffnet; der Personenverkehr wurde 1986 eingestellt. Die Strecke ist seit 2014 formell aufgehoben; ein Teil wird indessen noch als „Anschlussgleis“ im Güterverkehr weiterbenutzt.

## Geschichte
Das ursprüngliche Projekt sah vor, eine kürzere Verbindung zwischen den beiden wichtigsten Städten Siziliens, Catania und Palermo, zu bauen. Die Linie sollte von Catania über Motta Sant’Antastasia, Paternò, Regalbuto, Nicosia und einem Tunnel durch die Madonnien zur Bahnstrecke Fiumetorto–Messina verlaufen. Der erste Abschnitt von Motta Sant’Antastasia nach Schettino konnte am 28. Oktober 1934 eröffnet werden; der spanische Bürgerkrieg und der Zweite Weltkrieg verzögerten zunächst einen Weiterbau. Am 4. Oktober 1952 konnte das weitere Teilstück von Schettino nach Regalbuto eröffnet werden; der Rest des Projekts wurde nie realisiert.
Während der Güterverkehr, hauptsächlich zum Abtransport landwirtschaftlicher Produkte, zufriedenstellende Resultate erzielte, wurde die Strecke im Personenverkehr stets nur spärlich benutzt. Nachdem das letzte Teilstück zwischen Carcaci und Regalbuto seit dem 12. Februar 1973 unterbrochen war, kam die Nachfrage im Personenverkehr fast gänzlich zum Erliegen. Dieser wurde daher auf der Gesamtstrecke 1986 eingestellt und die Bahnhöfe aufgehoben. Im Güterverkehr wurde und wird der Abschnitt zwischen Motta Sant’Antastasia und Schettino weiter benutzt; seit 2014 formell nicht mehr als Bahnlinie, sondern als „Anschlussgleis“.